# Natacha Rigobert
Nathacha Rigobert (nacida el 10 de julio de 1980) es una jugadora de Voleibol de playa de Mauricio. En 2012, ella juega con Elodie Li Yuk Lo. Ambas están clasificadas para los Juegos Olímpicos de Londres 2012.